# آسپری
آسپری (انگلیسی: Asprey) شرکت کالای لوکس بریتانیایی است، که در سال ۱۸۴۷ تأسیس شد.